# 井伊直惟
井伊 直惟（いい なおのぶ）は、近江彦根藩の第9代藩主。井伊直弼の曾祖父。

## 家系
第5代藩主井伊直興の十三男。母は田山氏。井伊直通・直恒・直矩の弟。直定の兄。幼名は金蔵。官位は左少将・掃部頭。

## 生涯
父の直興は直惟の誕生後まもなく隠居したが、家督を継いだ直惟の2人の兄の直通と直恒が次々と早世したため、直興（直該と改名）が再度藩主になった。正徳4年（1714年）2月15日に直惟が15歳まで成長したため直該は再び隠居し、直惟が藩主となった。質素倹約を推進し、武芸奨励と市井の視察を兼ねて大規模な鷹狩りを好んで行なった。また文化にも造詣が深く、絵画や詩文を残し、寺社への寄進も積極的に行っている（近江永源寺の能舞台など）。彦根城の石垣の改修も成された。
第8代将軍徳川吉宗の世子の徳川家重の加冠の役を務めたが、病身を理由に一度は固辞しようとしている。兄達同様生来病弱であり、享保20年（1735年）5月9日に病気療養を理由に家督を弟の直定に譲り、江戸を去った。そして元文元年（1736年）6月4日、37歳で死去した。

## 経歴
※日付＝旧暦
- 1700年（元禄13年）5月1日、生まれる。
- 1714年（正徳4年）2月15日、家督相続し、藩主となる。
- 1735年（享保20年）5月9日、隠居。
- 1736年（元文元年）6月4日、卒去（享年37）。

## 系譜
- 父：井伊直興
- 母：田山氏
- 正室：蜂須賀綱矩の娘
- 室：内藤氏
  - 次男：井伊直禔
- 室：高橋氏
  - 女子：阿部正允正室
  - 女子：松平忠順正室
- 室：堀部氏
  - 三男：井伊直幸
- 室：小西氏あるいは岡野氏
  - 女子：印具咸重室
  - 女子：木俣守融室
- 室：梅原氏[要出典]